# Article 44 de la Constitution de la Cinquième République française
Article 43 Article 45
L'article 44 de la Constitution de la Cinquième République française décrit les principales règles régissant le droit d'amendement, c'est-à-dire la possibilité pour le Gouvernement ou les membres d'une assemblée parlementaire de proposer des modifications à un texte avant son adoption.

## Texte de l'article
La deuxième phrase du premier alinéa a été ajoutée par la loi constitutionnelle du 23 juillet 2008.

« Les membres du Parlement et le Gouvernement ont le droit d'amendement. Ce droit s'exerce en séance ou en commission selon les conditions fixées par les règlements des assemblées, dans le cadre déterminé par une loi organique.
Après l'ouverture du débat, le Gouvernement peut s'opposer à l'examen de tout amendement qui n'a pas été antérieurement soumis à la commission.
Si le Gouvernement le demande, l'Assemblée saisie se prononce par un seul vote sur tout ou partie du texte en discussion en ne retenant que les amendements proposés ou acceptés par le Gouvernement. »

— Article 44 de la Constitution du 4 octobre 1958.

## Contenu de l'article
Le premier alinéa indique que le droit d'amendement appartient à chaque membre du Parlement : il ne s'agit donc pas d'un droit collectif qui pourrait revenir aux groupes politiques. Il appartient également au Gouvernement. Le Conseil constitutionnel considère que ce droit inclut également le droit de sous-amendement.
La deuxième phrase introduit une modification importante puisqu'elle permet d'introduire des amendements dès l'étape de l'examen du texte en commission. Elle tire les conséquences de la nouvelle importance donnée au travail en commission, puisque le texte discuté en séance publique sera celui qui est présenté par la commission et non celui présenté initialement par le Gouvernement (nouvelle rédaction de l'article 42).
Le troisième alinéa décrit la procédure de « vote bloqué », qui permet au Gouvernement d'accélérer la discussion, notamment s'il choisit de contrer l'opposition parlementaire. Le vote bloqué entraine le vote des seuls amendements retenus par le gouvernement. Les amendements déjà adoptés sont supprimés sauf s'ils sont gardés.
Cette procédure n'a toutefois qu'un effet limité, car elle évite le vote des amendements déposés mais pas la discussion, au contraire de la procédure de l'article 49, alinéa 3, utilisable à l'Assemblée nationale,.

### Loi organique
Cet article est précisé par la loi organique no 2009-403 du 15 avril 2009 ainsi que par les règlements des deux assemblées.
Cette loi organique permet aux assemblées d'instaurer un « temps global » pour les débats en séance publique sur un texte, possibilité qui a été mise en œuvre par l'Assemblée nationale. Le Parti socialiste a dénoncé une restriction du droit d'amendement et Jean-Marc Ayrault a proposé que l'opposition puisse, quatre fois par an, lever ce temps global. Bernard Accoyer, président de l'Assemblée nationale, avait proposé que ce temps global puisse être levé par les présidents de groupe lorsque le gouvernement avait recours à la procédure accélérée (une seule lecture par assemblée contre deux en temps normal), proposition qui n'avait pas abouti.

## Utilisation
L'article 44 a été utilisé plus de 250 fois sous la Ve République. Voici quelques utilisations dans l'histoire récente :
- en 2010, au Sénat, par le gouvernement Fillon, sur la réforme des retraites de 2010[7] ;
- en 2013 par le gouvernement Ayrault, sur la réforme des retraites de 2013[8] ;
- en 2021 par le gouvernement Castex, pour bloquer le vote sur la déconjugalisation de l'allocation aux adultes handicapés[9] ;
- en 2023, au Sénat, par le gouvernement Borne, dans le cadre du projet de la réforme des retraites 2023[10] ;
- en 2025, au Sénat, par le gouvernement Bayrou, dans le cadre de la réforme de l’audiovisuel public[11].